# Nastava
Nastava je osnovna odrednica didaktike. To je organizirani institucionalni i izvaninstitucionalni interakcijski stvaralački napor u savladavanju propisanih sadržaja i stjecanju znanja, sposobnosti i navika te osposobljavanje učenika za daljni permanentni rad. Cilj nastave je stvaranje kritičke, slobodne, autonomne, stvaralačke, humane, obrazovane, multikulturalne, multietičke i multikonfesionalne učenikove ličnosti, koja je otvorena za sve sadašnje i buduće progresivne promjene u sebi i društvu u kojem se nalazi.
Sastavnice tog sustava su:
- Učenik (uči, stječe relevantno iskustvo, tj. obrazuje se i odgaja)
- Učitelj (poučava, tj. svoju aktivnost usmjeruje na optimiziranje učenja)
- Nastavni sadržaj (predstavlja osnovu na kojoj se temelji učenje)
- Objektivni uvjeti (prostor i nastavna oprema, djeluju na učenje izravno i neizravno)
- Odnosi između sudionika nastave

Tijekom nastavnog procesa učitelj odabranim načinom (metodom) izlaže učenicima nastavno gradivo i zadaje im različite zadatke. Ovu učiteljevu aktivnost najopćenitije nazivamo poučavanjem. Učitelj odabire i priprema izvore nastavnih sadržaja te načine njihovog prikazivanja s namjerom da učenicima olakša razumijevanje i usvajanje predviđenog gradiva. Učenici aktivno promatraju i izvršavaju zadatke s ciljem usvajanja programom određenih znanja, vještina i navika. Učenici uče nastavne sadržaje. 

## Metodičko oblikovanje nastavnog procesa
Budući da je nastavni proces sastavljen od različitih sastavnica, metodičko oblikovanje nastavnog procesa nastoji pronaći i utvrditi njihov najučinkovitiji redoslijed-ustroj. Etape nastavnog procesa čine: uvod ili priprema, obrađivanje novih nastavnih sadržaja, vježbanje, ponavljanje i provjeravanje.

#### Uvod ili priprema
Priprema je uvijek u funkciji nastavnog procesa, ona ovisi o tome što će uslijediti u daljnjem tijeku nastave. U pripremanju ponavljamo odgovarajuće nastavno gradivo na čijem se poznavanju temelji obrada novoga gradiva. Učenika treba pripremiti i motivirati za nastavnu djelatnost kako bi znao ne samo što će učiti nego i kako će raditi i doći do određenih spoznaja. Važna sastavnica pripreme je određivanje i najava zadaće nastavne djelatnosti (naziv nastavne jedinice), a dobro je ako toj najavi prethodi postavljanje problema i dogovor o njegovu rješavanju iz čega se mogu izvesti zadaće nastave. U pripremanju nastavnog procesa razlikujemo četiri temeljne sastavnice: matematičko-tehničku, metodičku, spoznajnu i psihološku.

#### Obrađivanje novih nastavnih sadržaja
Obrađivanje novih nastavnih sadržaja jedna je od temeljnih etapa nastavnog procesa. U njoj se uspostavlja neposredna veza između učenika i nastavnog gradiva. Učitelj će novo gradivo dovesti u svezu s prethodnim učenikovim iskustvom, koristeći se izvornom stvarnosti, nastavnim sredstvima, govornim jezikom, kako bi osigurao najpogodniji spoznajni put. Dva temeljna puta spoznavanja su: indukcija i dedukcija. Učenici trebaju također analizirati, sintetizirati i generalizirati informacije koje da njega dopiru putem nastave. Mnogi metodičari smatraju obrađivanje novog nastavnog sadržaja glavnim dijelom nastavnog procesa na koji otpada oko 35% nastavnog vremena i u kojem se usvajaju nova znanja. Iz tog razloga vrlo je važno precizno odrediti:
- količinu sadržaja nastave, a time i znanja njegovog ekstenziteta (količine činjenica i generalizacija),
- intenziteta (kvakvoće, dubine pojmova),
- strukturu (logičku sređenost činjenica i generalizacija).

Na dobro obavljenom obrađivanju novih nastavnih sadržaja temelje se daljnje etape nastavnog procesa - vježbanje, ponavljanje i provjeravanje.

#### Vježbanje
Vježbanjem učenici prerađuju novu nastavnu građu jer će je tako najlakše usvojiti. Temeljna razlika između vježbanja i ponavljanja je ta što se vježbanjem razvijaju učeničke sposobnosti, a ponavljanjem se učvršćuje znanje učenika. Svaka pravilno oblikovana radnja treba imati dobar spoznajni temelj. Učenici pri izvođenju neke radnje trebaju znati objasniti zašto se ta radnja treba izvoditi baš na takav način. Pri vježbanju razlikujemo:
- pripremanje vježbanja - određuje se što će se i zašto vježbati, ponavljaju se znanja na kojima se temelji vježbanje i osiguravaju se materijalni uvjeti vježbanja. Nakon upoznavanja radnje u cjelini, ona se može raščlaniti na pojedine operacije, koje se objašnjavaju uz ponovno izvođenje u cjelini. Pravilna motivacija učenika olakšat će vježbanje.
- samo vježbanje - koje se može raščlaniti na: početno ili uvodno uvježbavanje (nadzire ga učitelj), temeljno ili središnje vježbanje (izvođenje nadzire sam učenik) i završno ili dopunsko vježbanje (učenik postiže najveću brzinu i uspjeh u vježbanju).

#### Ponavljanje
Ponavljanjem se stječu pouzdanija znanja učenika, tj. memoriraju se činjenice i generalizacije. Trajnost pamćenja može se osigurati čestim ponavljanjem i njegovim korištenjem u svakidašnjem životu. Sa stajališta kvakvoće ponavljanja razlikujemo: reproduktivno i produktivno ponavljanje.
- Reproduktivno ponavljanje - je dosjećanje, reprodukcija otprije poznatoga gradiva, najčešće onim slijedom kojim je usvojeno. Za dosjećanje je važno mehaničko pamćenje imena, činjenica, generalizacija, pravila zakona i njihovo reproduciranje na određeno pitanje.
- Produktivno ponavljanje - je korištenje, uporaba otprije poznatog nastavnog gradiva na potpuno nov način. Pri produktivnom ponavljanju sadržaja nastave primjenjuju se različite misaone operacije, npr.: uspoređivanje, raščlanjivanje, združivanje, klasificiranje, konkretiziranje, generaliziranje, strukturiranje, rješavanje problema i dr., što pozitivno utječe na kvakvoću znanja. Produktivno ponavljanje sadržaja od učenika se traži neprekidna stvaralačka primjena znanja.

#### Provjeravanje
Provjeravanje je sustavno praćenje učenikovih postignuća i uspjeha u ostvarivanju zadaća nastavnog predmeta. Provjeravanjem se prikuplja potrebna dokumentacija o ostvarivanju nastavnih zadataka. Provjeravanje je važno, kako za učitelja i učenika, tako i za roditelje, jer se nime utvrđuje kakvoća i količina postignutih rezultata, odnos učenika prema nastavi i njegovo napredovanje tijekom nastavne djelatnosti.
S obzirom na vrijeme provjeravanja razlikujemo:
- Popratno provjeravanje - obavlja se tijekom cjelokupnog nastavnog procesa. Popratno provjeravanje je zastupljeno u cjelokupnom nastavnom procesu jer zadaća nastave nije samo spoznavanje već i trajno zadržavanje i primjenjivanje određenih znanja.
- Završno provjeravanje - provodi se nakon obrade pojedinih nastavnih tema, cjelina ili na kraju pojedinih odgojno-obrazovnih razdoblja. Njime se utvrđuje učinkovitost nastavne djelatnosti u određenom razdoblju.

S obzirom na oblik provjeravanje može biti:
- usmeno,
- pismeno,
- praktično.

## Vremensko trajanje nastavnog procesa
Vremensko trajanje nastavnog procesa teorijski nije ograničeno. U nas je zakonski na snazi razredno-predmetno-satni sustav. U njemu je osnovna vremnska jedinica nastavni sat, koji u pravilu traje 45 minuta. Za učenike najmlađih razreda preporučuje se nastavni sat od 30 do 35 minuta, jer se učenici te dobi ne mogu duže usredotočiti na nastavne sadržaje. U starijim se razredima zbog praktičnih radova i izvanučioničke nastave koriste i blok-sati koji traju 90 minuta. 